# Megistobunus lamottei
Megistobunus lamottei is een hooiwagen uit de familie echte hooiwagens (Phalangiidae).